# 米書拿
《米書拿》（希伯來語：משנה；英語： 或 ），又譯為密西拿或米示拿或密释纳，猶太教經典之一，將猶太教口傳傳統口傳妥拉（Oral Torah）書面化後集結而成。它約在西元200年，由拉比犹大·哈-纳西完成編輯
。
希伯來語：（Mishnah）的字根源自於動詞（shanah），意思是重複，或是學習與複誦。它是《塔木德》的基礎。
目前，在中国大陆有山东大学出版社出版、张平翻译的《密释纳》第一卷《种子篇》和第二卷《节期篇》。